# 阿塞拜疆語維基百科
阿塞拜疆語維基百科（阿拉伯字母：آذربایجانجا ویکی‌پدیا），是網絡百科全書維基百科協同寫作計劃的阿塞拜疆語版本，在2002年成立，首篇條目在2004年創建。2015年，阿塞拜疆語維基百科的條目數量突破100,000篇。

## 沿革

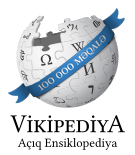
慶祝阿塞拜疆語維基百科條目數量達到100,000的標誌

阿塞拜疆語維基百科在2002年1月成立，但其首篇條目是在兩年後的2004年4月創建；2005年至2013年間，阿塞拜疆語維基百科條目數量有顯著的上升，由2004年的25篇增長至2013年的超過94,000篇。
2015年10月29日，阿塞拜疆語維基百科的條目數量達到100,000篇，是第55個條目數量突破100,000的維基百科語言版本；同年11月，阿塞拜疆語維基百科的註冊用戶也達到了100,000名。

## 條目概況
有些用戶把其他維基百科語言版本的條目翻譯到阿塞拜疆語維基百科上，這是阿塞拜疆語維基百科的條目來源之一。除了條目外，阿塞拜疆語維基百科亦設有專門介紹哲學、地理、歷史、藝術、醫學、阿塞拜疆等領域的主題首頁。
雖然阿塞拜疆語維基百科的條目數量恆定地增長，但有些條目是篇幅較短的「小作品」，一些條目則有文法上的錯誤。在阿塞拜疆語維基百科成立首年，不少阿塞拜疆用戶皆不活躍，土耳其語維基百科的用戶便以土耳其語的文法來撰寫條目，這造成一些條目不是完全以阿塞拜疆語寫成、或出現拼字和語法上的錯誤；隨着阿塞拜疆用戶活躍度上升，大部分有語法錯誤的條目已被更正，用戶亦被提醒要按阿塞拜疆語的文法來編寫維基百科。

## 編者社群

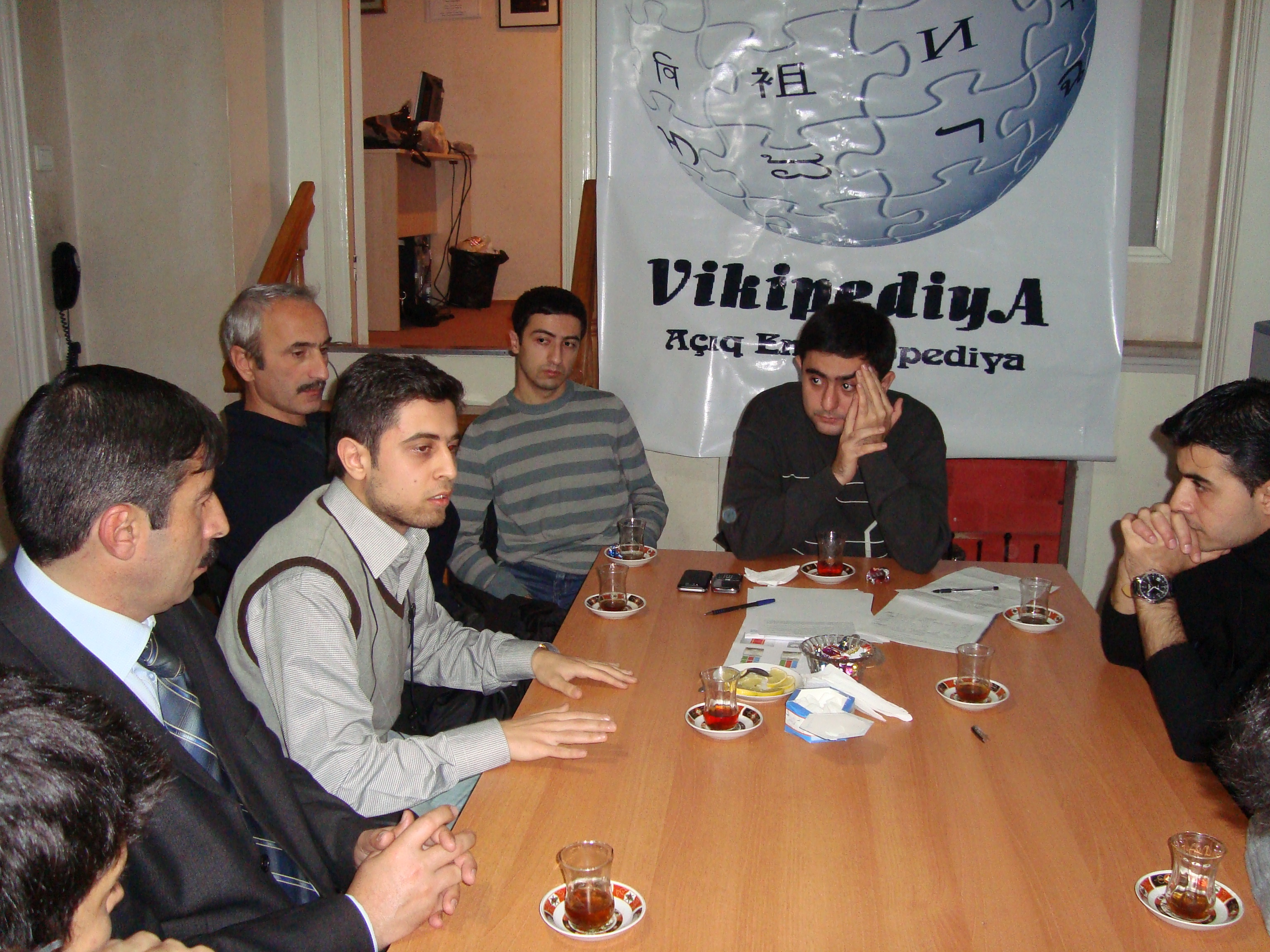
阿塞拜疆語維基百科編者在巴庫舉行聚會

在2013年9月11日，阿塞拜疆語維基百科有超過62,000名編者，但他們中只有350人在過去30天為活躍用戶，15人被授權為行政員或管理員。
2009年，阿塞拜疆語維基百科編者社群在阿塞拜疆首都巴庫舉行首次聚會，旨在提升編者之間的熟悉和友誼，同時解決一些技術問題，並研究未來發展的願景。2014年3月，阿塞拜疆舉行首屆「維基百科全國論壇」，討論阿塞拜疆語維基百科的發展，當地政客艾登·米爾扎扎傑和學者哈姆列特·伊薩漢雷均有出席；米爾扎扎傑擔憂阿塞拜疆語維基百科的規模太小，並建議維基百科與學府合作。

## 面對的困難

### 語言問題
阿塞拜疆語字母系統在20世紀內經歷了三次變革，由原來的阿拉伯字母改為西里爾字母、再改為拉丁字母（即阿塞拜疆语字母），阿塞拜疆南部的居民一般只懂得使用阿拉伯字母，而且他們佔了全國大部分人口；曾有新用戶在阿塞拜疆語維基百科上建立以阿拉伯字母寫成的條目，引起其他編者的疑問，最終阿塞拜疆語維基百科被分為拉丁字母和阿拉伯字母兩種語言版本。

### 政治介入
有阿塞拜疆語維基百科管理員擔心，與阿塞拜疆不和的亞美尼亞人會利用維基百科來歪曲歷史；亦有阿塞拜疆傳媒認為亞美尼亞編者有機會控制阿塞拜疆語維基百科的條目，加入帶偏見和虛假的內容，從而誤導讀者。此外，有親政府的阿塞拜疆青年組織與阿塞拜疆語維基百科合作推行計劃，表示要鼓勵青年「以正確的方式」使用維基百科，並要保護阿塞拜疆在維基百科的利益，有評論對此提出疑慮。

## 外部連結
- 阿塞拜疆語維基百科 （页面存档备份，存于）